# 浏阳河小曲
浏阳河小曲又称浏阳河小曲酒，是湖南浏阳出产的一种白酒，源于1956年当地将当地私人酒坊合并成立的浏阳县酒厂，1979年第三届全国评酒会上浏阳河小曲在小曲酒中排名第四，1984年8月，浏阳河小曲参加了第四届全国白酒评比大赛，名列小曲类第一名，荣获国家银质奖章。1998年一度停產，2010年，浏阳河小曲重新上市。